# Xã Augustine, Quận Logan, Kansas
Xã Augustine (tiếng Anh: Augustine Township) là một xã thuộc quận Logan, tiểu bang Kansas, Hoa Kỳ. Năm 2010, dân số của xã này là 22 người.